# Цинк-протопорфирин
Цинк-протопорфирин (ЦПП) — соединение, обнаруживаемое в красных кровяных клетках, когда синтез гема ингибируется свинцом и/или недостатком ионов железа. Вместо слияния с ионом железа для формирования гема, протопорфирин IX, непосредственный предшественник гема, объединяется с ионом цинка, формируя ЦПП. Эта реакция катализируется ферментом феррохелатазой.

## История
Соединения протопорфирина, содержащие цинк известны с 1930 года. Но они стали значить гораздо больше, чем просто объект академического интереса после того, как в 1974 году стало ясно, что ЦПП является основным не-гемовым порфирином, образующимся в красных кровяных клетках при отравлении свинцом или недостатке железа.
В то время уже было известно, что уровень не-гемного Протопорфирина IX поднимается при этих состояниях, но большинство исследователей использовали метод экстракции, при котором ЦПП преобразовывался в несвязанный Протопорфирин IX.
Исследования могут относиться к Свободному Протопорфирину Эритроцитов (СПЭ) или Протопорфирину эритроцитов (ПЭ или ППЭ). Другими аббревиатурами ЦПП также служат ЦП ZnПП. В современной практике соотношение ЦПП к гему принято выражать в (ммоль/моль).

## Клиническое использование
Измерение количества цинк-протопорфирина в красных кровяных клетках используется как скрининговый тест на отравление свинцом.
или дефицит железа.
Также существует ряд специфических медицинских случаев, когда подобный анализ может оказаться полезным.
Уровень цинк-протопорфирина может подниматься при следующих состояниях:
- отравление свинцом
- дефицит железа
- серповидноклеточная анемия
- сидеробластная анемия
- анемии хронических заболеваний
- воздействие ванадия

Ценность скрининга ЦПП в том, что при помощи него можно диагностировать все эти серьёзные заболевания.
Благодаря способности ЦПП флюоресцировать в неповреждённых красных клетках, молярное соотношение ЦПП/гем можно быстро и дёшево измерить, используя при этом минимальный объём образца.